# Домінік Миколай Радзивілл
Домінік Миколай Радзивілл (лит. Dominykas Mikalojus Radvila, пол. Dominik Mikołaj Radziwiłł, *вересень 1653 — †27 липня 1697) — князь, державний діяч Князівства Литовського, Речі Посполитої, ординат Клецька.

## Короткі біографічні дані
Син князя Александра Людвика Радзивілла та принцеси Лукреції Марії Строцці.
Помер несподівано у Варшаві, був похований в костелі єзуїтів у Несвіжі 16 серпня 1697 р.
Посади: підскарбій надвірний литовський (1676-1681), підканцлер литовський з 1681 р., канцлер великий литовський з 1690 р., староста лідський, радомський, пінський, тухольський, ґнєвковський.
Перша дружина — княжна Анна Маріанна Полубинська. Шлюб 11 жовтня 1672 року, діти:
- Ян Миколай
- Міхал Антоній
- Миколай Фаустин
- Лукреція Катажина.

Друга дружина — княжна Анна Кристина Любомирська. Шлюб 1692 року, без дітей.